# Surchauffe (vapeur)
 (novembre 2016).
Si vous disposez d'ouvrages ou d'articles de référence ou si vous connaissez des sites web de qualité traitant du thème abordé ici, merci de compléter l'article en donnant les références utiles à sa vérifiabilité et en les liant à la section « Notes et références ».
Pour les articles homonymes, voir Surchauffe.

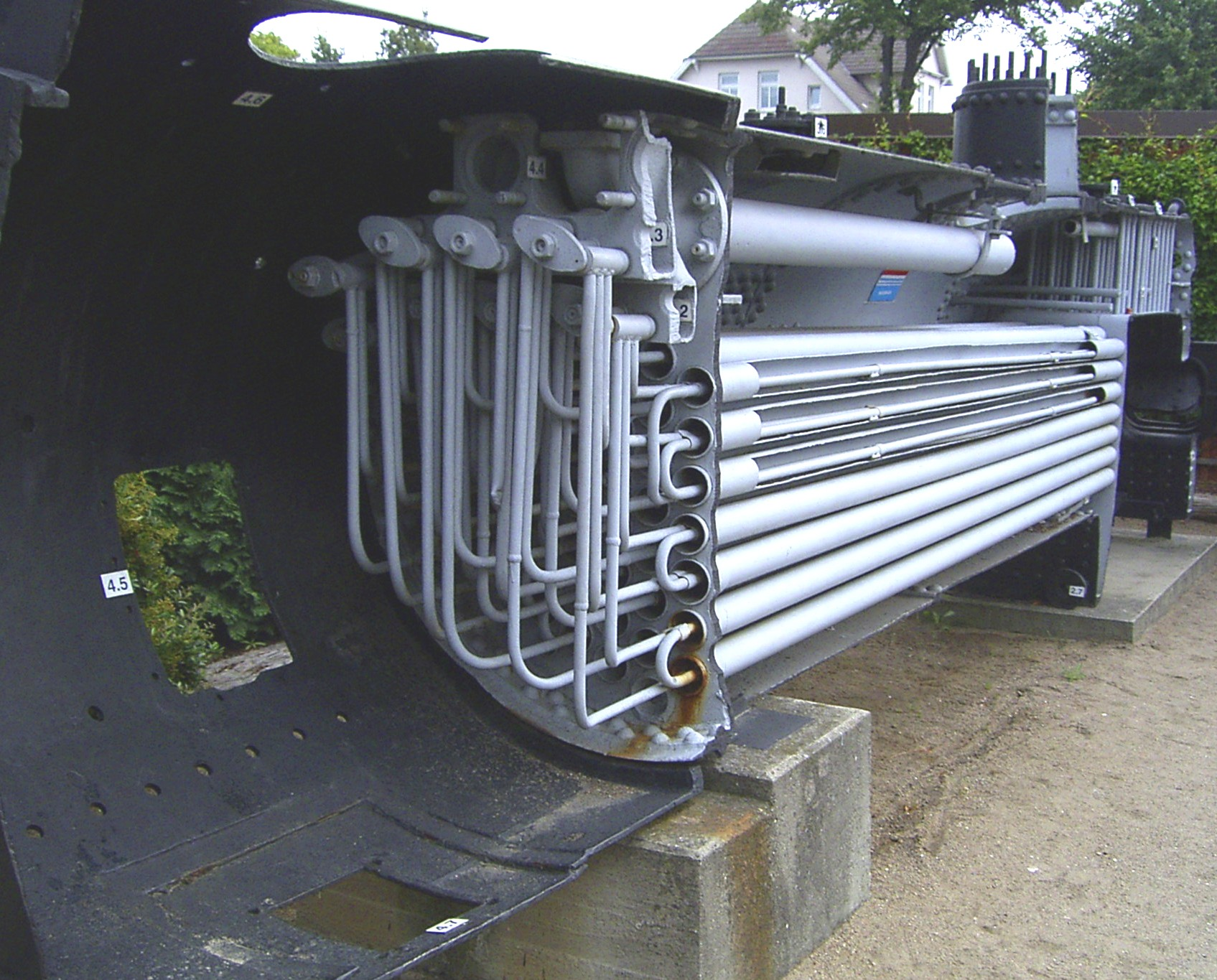
chaudière éclatée montrant le système de surchauffe : de petits tubes sont insérés dans les tubes à fumée de plus gros diamètre. Le passage de la chaleur entre les gros et petits tube réchauffera la vapeur contenue dans les petits tubes

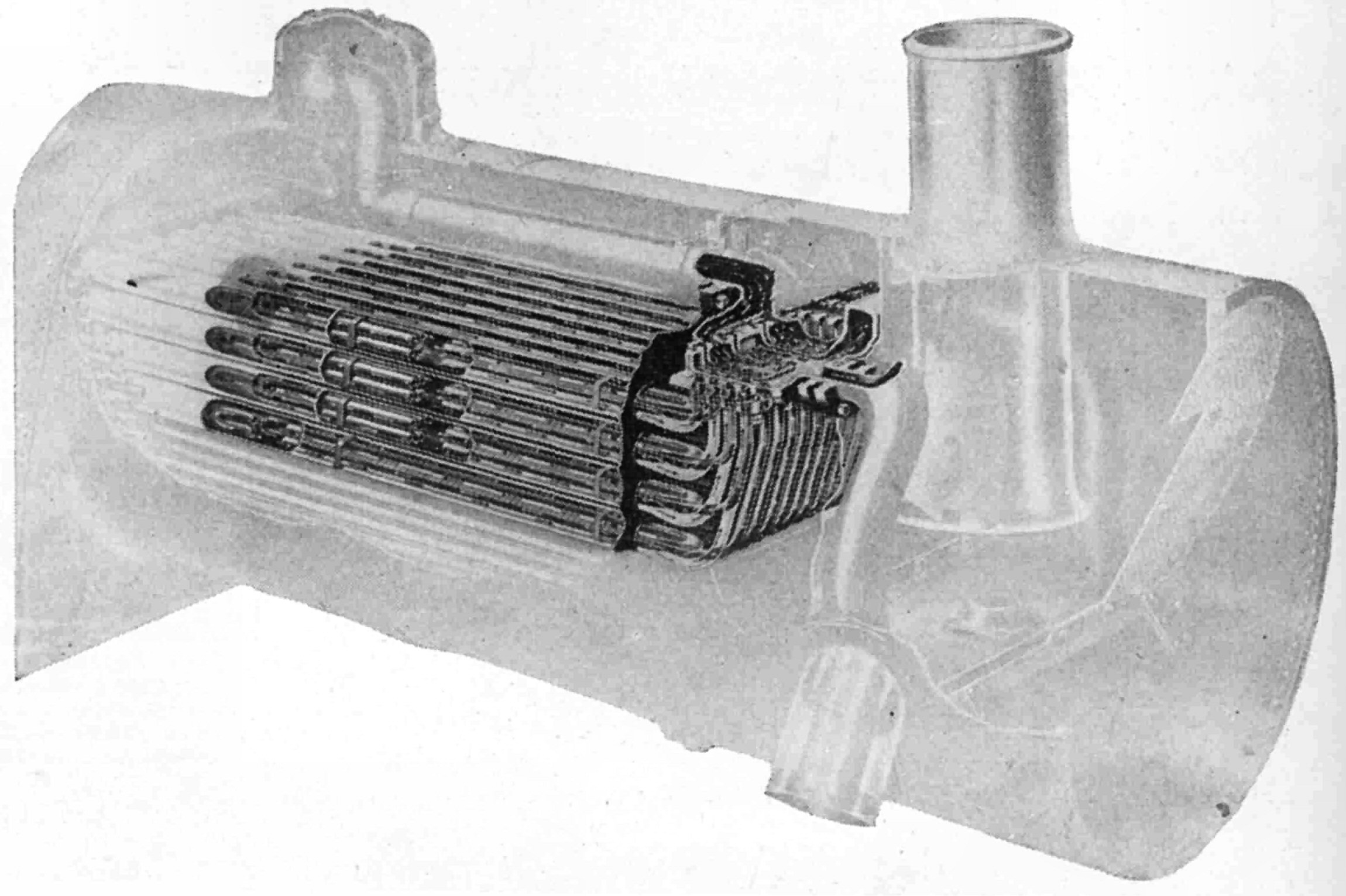
Emplacement des tubes de surchauffe

La surchauffe est une opération physique qui a lieu dans une chaudière pour éviter que la vapeur d'eau ne contienne la moindre goutte d'eau en suspension. Cette opération permet d'utiliser au maximum le potentiel de la vapeur produite.

## Principe
Si l'eau bout à 100 °C à pression atmosphérique normale, toute augmentation de pression conduit à une température d’ébullition plus élevée et donc à une énergie stockée plus élevée aussi.

## Description
La vapeur produite dans une chaudière est dite saturée. Cela signifie que le couple pression-température correspond à celui du changement d'état liquide-gaz. Il est parfois néfaste d'utiliser cette vapeur telle quelle, notamment dans les turbines car de petites gouttes d'eau, condensées dans les tuyaux, sont entraînées par le flux haute pression agissant comme de véritables projectiles sur les aubes. On surchauffe donc la vapeur en sortie de chaudière en élevant sa température à pression constante pour s'éloigner du point de changement d'état. Ainsi, durant le parcours au sein des différentes tuyauteries, la vapeur refroidissant irrémédiablement, ne se condense pas. Le risque de destruction du matériel est donc écarté.
L'appareil de surchauffe utilisé se constitue d'un ensemble de tubes, installés dans le faisceau tubulaire de la chaudière. Ces tubes sont insérés à l'intérieur des tubes à fumée de plus grand diamètre. Ces tubes rejoignent un collecteur situé dans la boite à fumée. 

## Utilisation
La surchauffe améliore le rendement du moteur car le fluide obtenu est à plus haute température et, étant plus sec, la condensation dans les conduites et les cylindres est moindre.
Dans une locomotive ou un bateau à vapeur cette opération se réalise en faisant circuler la vapeur saturée dans des tubes de surchauffe ou surchauffeur (voir image ci-joint).
Dans une centrale nucléaire le séparateur-surchauffeur permet de recycler la vapeur sortant du circuit haute pression pour alimenter une turbine basse-pression et d'améliorer le rendement global.